# Бахман, Чарльз Уильям
Чарльз Уильям Бахман (англ. Charles William Bachman; 11 декабря 1924 год, Манхэттен, США — 13 июля 2017, Лексингтон (Массачусетс)) — американский учёный в области компьютерных наук, в частности разработки баз данных. Лауреат премии Тьюринга. В его честь названа нотация Бахмана в ER-модели данных.

## Биография
Чарльз Бахман родился в Манхэттене, штат Канзас, в 1924 году, где его отец, Чарльз Бахман-младший, был довольно известным человеком и работал главным футбольным тренером в колледже.
Бахман в одном из своих интервью сказал: «Я никогда не был заинтересован ни в чем другом. Я всегда собирался быть инженером».
С 1950 года Бахман работает на крупную химическую компанию Dow Chemical, но в 1960 году переходит в General Electric и к 1963 году разрабатывает там Integrated Data Store, одну из первых СУБД в мире, основанную на навигационной модели данных. Позже, работая в маленькой компании Cullinet, он разрабатывает новую версию своей СУБД под названием IDMS, поддерживающую мейнфреймы IBM.
В 1983 году Чарльз Бахман открывает фирму Bachman Information Systems, специализирующуюся на технике под названием Computer-aided software engineering и обратной разработке.
Бахман, как один из основоположников сетевой модели баз данных, знаменит в том числе горячими спорами с Эдгаром Коддом, британским учёным в области теории реляционных баз данных.

## Награды
- 1973 — Премия Тьюринга за «выдающийся вклад в развитие технологий баз данных»[4]. Чарльз Бахман стал необычным лауреатом премии Тьюринга, так как на протяжении всей карьеры занимался исследованиями в частных фирмах, а не при учебных заведениях.
- 1977 — почётное членство (англ. distinguished fellow) в Британском компьютерном обществе
- принятие в «Database Hall of Fame»[5]
- 2012 — Национальная медаль США в области технологий и инноваций
- 2014 — избран членом ACM за внесенный вклад в технологии баз данных, в частности интегрированного хранилища данных.[6]